# Litoria meiriana
Litoria meiriana là một loài ếch thuộc họ Pelodryadidae.
Đây là loài đặc hữu của Úc. Môi trường sống tự nhiên của chúng là vùng cây bụi khô khu vực nhiệt đới hoặc cận nhiệt đới, sông ngòi, đầm nước ngọt, vùng nhiều đá, và hang.